# Bob Dornan
 Bob Dornan, właśc. Robert Kenneth Dornan (ur. 3 kwietnia 1933 w Nowym Jorku) – amerykański polityk, członek Partii Republikańskiej.

## Działalność polityczna
W okresie od 3 stycznia 1977 do 3 stycznia 1983 przez trzy kadencje był przedstawicielem 27. okręgu, od 3 stycznia 1985 do 3 stycznia 1993 przez cztery kadencje był przedstawicielem 38. okręgu, a od 3 stycznia 1993 do 3 stycznia 1997 przez dwie kadencje przedstawicielem nowo utworzonego 46. okręgu wyborczego w stanie Kalifornia w Izbie Reprezentantów Stanów Zjednoczonych.